# Neoraputia alba
Neoraputia alba là một loài thực vật có hoa trong họ Cửu lý hương. Loài này được (Nees & Mart.) Emmerich mô tả khoa học đầu tiên năm 1978.